# Limnophila (Nesolimnophila) luteifemorata
Limnophila (Nesolimnophila) luteifemorata is een tweevleugelige uit de familie steltmuggen (Limoniidae). De soort komt voor in het Afrotropisch gebied.